# Dans l'abîme du temps (recueil)
Dans l'abîme du temps est un recueil de quatre nouvelles appartenant aux genres de l'horreur et du fantastique, signées par l'écrivain américain H. P. Lovecraft. 
Il s'agit de l'un des deux volumes sortis aux éditions Denoël, dans la collection Présence du futur, regroupant ce que les amateurs de Lovecraft ont appelé les « Grands Textes » (voir la page consacrée à H. P. Lovecraft pour plus d'informations). La traduction originelle des nouvelles en français est l'œuvre de Jacques Papy. Cette traduction, qui comprenait de nombreuses coupes et omissions, a été révisée et augmentée par Simone Lamblin en 1991, à l'occasion de l'édition des œuvres de Lovecraft chez Robert Laffont.

## Éditions françaises
- Aux éditions Denoël, coll. « Présence du futur », no 5, 1954 pour la traduction française  (ISBN 2-207-30005-6).
- Aux éditions Gallimard, collection Folio SF, 2000  (ISBN 978-2-07-041617-2).

L'édition Denoël a connu plusieurs rééditions, notamment en 1973 dans la collection Les Chefs-d'œuvre de la science-fiction et du fantastique dans une version illustrée par Gourmelin, ou encore en 1991.

## Liste des nouvelles du recueil
(Présentées dans l'ordre retenu par l'édition originale)
1. Dans l'abîme du temps (The Shadow out of Time - 1935)[1]
2. La Maison de la sorcière (The Dreams in the Witch-House - 1932)[2]
3. L'Appel de Cthulhu (The Call of Cthulhu - 1926)[3]
4. Les Montagnes hallucinées (At the Mountains of Madness - 1932)[2]